# ایفل (فیلم)
ایفل (انگلیسی: Eiffel) یک فیلم عاشقانه در سبک درام محصول سال ۲۰۲۱ سینمای فرانسه به کارگردانی مارتین بوربولون، بر اساس فیلمنامه‌ای توسط کارولین بونگاند است. در این فیلم رومن دوریس در نقش گوستاو ایفل بازی می‌کند و داستان عاشقانه‌ای بین ایفل و آدرین بورژس، معشوقه دوران کودکی‌اش با بازی اما مکی را دنبال می‌کند. همچنین پیر دولادونشا در نقش مکمل نیز بازی می‌کند.
این فیلم در ۲ مارس ۲۰۲۱ در جشنواره فیلم فرانسوی (فیلم فرانسه آلیانس) در استرالیا به نمایش درآمد و در ۱۳ اکتبر ۲۰۲۱ توسط کمپانی پته در فرانسه اکران شد. این فیلم اکثراً نقدهای مثبتی دریافت کرد و بیش از ۱۳ میلیون دلار در سراسر جهان فروخت.